# Rød snebær
Rød Snebær (Symphoricarpos x chenaultii) er en løvfældende busk med en opret og åben vækstform. Skuddene er buet overhængende. Blomsterne er bittesmå, klokkeformede og lyserøde. Frugterne er oppustede bær med lyserød solside og rødprikket skyggeside. Rød Snebær har blade og frugter til helt hen i december. Hele planten er giftig.

## Beskrivelse
Barken er først rødlig og håret. Senere bliver den brun og svagt stribet. Til sidst er den grå. Knopperne er modsatte, kegleformede og spidse. Bladene er ovale eller næsten runde. De er bløde af mange fine hår og helrandede med mørkt grågrøn overside og lysegrøn underside. Høstfarven er gul. 
Blomsterne sidder i små stande ved bladhjørnerne. De er bittesmå, klokkeformede og lyserøde. Frugterne er oppustede bær med lyserød solside og hvid, men rødprikket skyggeside. Frøene er sandsynligvis golde.
Rodnettet er tæt og fint forgrenet. Grenene slår rod dér, hvor de rører jorden. 
Højde x bredde og årlig tilvækst: 1 x 1,5 m (20 x 30 cm/år).

## Hjemsted
Begge forældrearterne (S. microphyllus og S. orbiculatus) hører hjemme i tørre bjerge, hvor de danner krat og skovbryn (i henholdsvis Mexico og det østlige USA). Krydsningen selv har naturligvis intet hjemsted.
| Portal | Portal:Botanik |